# Rinorea macrocarpa
Rinorea macrocarpa là một loài thực vật có hoa trong họ Hoa tím. Loài này được (Mart. ex Eichler) Kuntze miêu tả khoa học đầu tiên năm 1891.